# Helen Martin
Pour les articles homonymes, voir Martin.
Helen (Dorothy) Martin, née le 23 juillet 1909 à Saint-Louis (Missouri) et morte le 25 mars 2000 à Monterey (Californie), est une actrice américaine.

## Biographie
Helen Martin débute au théâtre et joue notamment à New York sur les scènes de Broadway et Off-Broadway, entre 1937 et 1975, dans neuf pièces et trois comédies musicales.
Mentionnons Un enfant du pays (en), adaptation du roman éponyme de Richard Wright (1941-1943, avec Canada Lee et John Berry), Period of Adjustment (en) de Tennessee Williams (1960-1961, avec James Daly et Rosemary Murphy), Les Nègres de Jean Genet (adaptation anglaise, 1964, avec Roscoe Lee Browne et James Earl Jones), ainsi que la comédie musicale Raisin (en) sur une musique de Judd Woldin (en) (1973-1975, avec Virginia Capers et Joe Morton).
Au cinéma, elle contribue à vingt-deux films américains, le premier étant The Phenix City Story de Phil Karlson (1955, avec John McIntire et Richard Kiley). Suivent entre autres Un justicier dans la ville de Michael Winner (1974, avec Charles Bronson et Hope Lange), Le Coup du siècle de William Friedkin (1983, avec Chevy Chase et Sigourney Weaver) et Le Collectionneur de Gary Fleder (1997, avec Morgan Freeman et Ashley Judd). Son dernier film est un court métrage sorti en 1999.
À la télévision (américaine surtout), Helen Martin apparaît dans vingt-huit séries de 1973 à 1998, dont Starsky et Hutch (trois épisodes, 1977), Capitaine Furillo (deux épisodes, 1981-1983) et Flash (un épisode, 1990).
S'ajoutent onze téléfilms diffusés entre 1969 et 2000 (année de sa mort, à 90 ans), dont Meurtre au crépuscule de Michael Tuchner (1985, avec Kirk Douglas et Elizabeth Montgomery).

## Théâtre
(pièces, sauf mention contraire)

### Broadway
- 1937 : Orchids Preferred, comédie musicale, musique de Dave Stamper, lyrics et livret de Fred Herendeen : Evy
- 1941-1943 : Un enfant du pays (Native Son) de Paul Green et Richard Wright, d'après le roman éponyme de Richard Wright, production de John Houseman et Orson Welles, mise en scène d'Orson Welles : Vera Thomas
- 1945-1946 : Deep Are the Roots d'Arnaud D'Usseau et James Gow, mise en scène d'Elia Kazan : Honey Turner
- 1953 : Take a Giant Step de Louis Peterson, costumes de Ruth Morley : Poppy
- 1960 : The Long Dream de Ketti Frings (en), d'après le roman éponyme de Richard Wright, costumes de Ruth Morley : Maude Carter
- 1960-1961 : Period of Adjustment de Tennessee Williams, mise en scène de George Roy Hill, décors et lumières de Jo Mielziner : Susie
- 1961-1962 : Purlie Victorious d'Ossie Davis, mise en scène d'Howard Da Silva, costumes d'Ann Roth : Missy Judson
- 1963 : My Mother, My Father and Me de Lillian Hellman, d'après le roman How Much? de Burt Blechman, mise en scène de Gower Champion : Hannah
- 1965 : Le Coin des Amen (The Amen Corner) de James Baldwin, mise en scène de Frank Silvera : Sœur Douglas
- 1967-1968 : Something Different de (et mise en scène par) Carl Reiner, costumes d'Ann Roth : Sarah Goldfine (doublure)
- 1970-1973 : Purlie, comédie musicale, musique de Gary Geld, lyrics de Peter Udell, livret de Philip Rose, Peter Udell et Ossie Davis, d'après la pièce précitée Purlie Victorious d'Ossie Davis, costumes d'Ann Roth : Idella
- 1973-1975 : Raisin, comédie musicale, musique de Judd Woldin, lyrics de Robert Brittan, livret de Robert Nemiroff et Charlotte Zaltzberg, d'après la pièce Un raisin au soleil (A Raisin in the Sun) de Lorraine Hansberry : Mme Johnson

### Off-Broadway (intégrale)
- 1957 : A Land Beyond the River de Loften Mitchell : Martha Layne
- 1961 : Les Nègres (The Blacks) de Jean Genet, adaptation de Bernard Frechtman : Felicity Trollop Pardon
- 1964 : One Is a Lonely Number de Burnes Anderson : Ruby Miller
- 1965 : The Cat and the Canary de John Willard : Maria Pleasant

## Filmographie partielle

### Cinéma
- 1955 : The Phenix City Story de Phil Karlson : Helen Ward
- 1974 : Un justicier dans la ville (Death Wish) de Michael Winner : Alma Lee Brown
- 1983 : Le Coup du siècle (Deal of the Century) de William Friedkin : la troisième baptiste
- 1984 : La Mort en prime (Repo Man) d'Alex Cox : Mme Parks
- 1991 : Rage in Harlem (A Rage in Harlem) de Bill Duke : Mme Canfield
- 1991 : Doc Hollywood de Michael Caton-Jones : Maddie
- 1994 : Le Flic de Beverly Hills 3 (Beverly Hills Cop III) de John Landis : la grand-mère
- 1996 : Spoof Movie (Don't Be a Menace to South Central While Drinking Your Juice in the Hood) de Paris Barclay : la grand-mère de Loc Dog
- 1997 : Le Collectionneur (Kiss the Girls) de Gary Fleder : Nana Cross
- 1998 : Bulworth de Warren Beatty : « Momma » Doll

### Télévision

#### Séries
- 1976 : Sergent Anderson (Police Woman)
  - Saison 2, épisode 19 Wednesdays Child de Barry Shear : la tante Bessie
- 1977 : Racines (Roots), mini-série, épisode 4 (Part IV, sans titre) de Marvin J. Chomsky : la tante Sukey
- 1977 : Starsky et Hutch (Starsky and Hutch)
  - Saison 2, épisode 21 Les Justiciers (The Committee) de George McCowan : « Dirty » Nellie
  - Saison 3, épisode 12 Les rues sont à tout le monde (Manchild on the Streets) de David Soul : Vivian Fellers
- 1981-1983 : Capitaine Furillo (Hill Street Blues)
  - Saison1, épisodes 14 et 15 Le Printemps, 1re et 2e parties (Rites of Spring, 1981) de Gregory Hoblit : une voisine
  - Saison 3, épisode 15 Les Séquelles (Moon Over Uranus: The Sequel, 1983) d'Oz Scott : une spectatrice
- 1982 : Hooker (T. J. Hooker)
  - Saison 1, épisode 1 Les Protecteurs (The Protectors) de Cliff Bole : Mme Sears
- 1983 : Alice
  - Saison 7, épisode 23 Jolene Lets the Cat Out of the Bag : une cliente
- 1983 : Brookside (série britannique)
  - Saison 1, épisode 46 Party de Chris Clough : Susi McSharry
- 1983 : The Jeffersons
  - Saison 10, épisode 4 I Do, I Don't d'Oz Scott : Alice
- 1984 : Le Juge et le Pilote (Hardcastle and McCormick)
  - Saison 1, épisode 14 Révision d'un procès (Third Down and Twenty Years to Life) de Georg Stanford Brown : Mme Prufrock
- 1984 : Les Petits Génies (Whiz Kids)
  - Saison unique, épisode 14 Lollipop (The Lollypop Gang Strikes Back) : Doris
- 1984 : Hôpital St Elsewhere (St. Elsewhere)
  - Saison 2, épisode 16 Médecin de l'année (After Dark) d'Eric Laneuville : la dame âgée
- 1985-1990 : 227 (en)
  - Saisons 1 à 5, 116 épisodes (intégrale) : Pearl Shay
- 1989 : La Fête à la maison (Full House)
  - Saison 2, épisode 22 Tout se complique, 2e partie (Luck Be a Lady, Part II) : Shirley
- 1990 : Flash (The Flash)
  - Saison unique, épisode 3 Vingt ans après (Watching the Detectives) de Gus Trikonis : Sadie Grosso
- 1995 : Les Frères Wayans (The Wayans Bros.)
  - Saison 1, épisode 11 It's Shawn! It's Marlon! It's Superboys! de Joel Zwick : la mère Evans

#### Téléfilms
- 1969 : J. T. de Robert Milton Young : Mme Hill
- 1978 : Cindy de William A. Graham : la dame aux fleurs
- 1978 : Lawman Without a Gun (en) de Jerrold Freedman : Mme Cartwright
- 1979 : Dummy de Frank Perry : Mme Harrod
- 1984 : The Jerk, Too de Michael Schultz : la grand-mère Johnson
- 1985 : Meurtre au crépuscule ou Amos, le grand-père justicier (Amos) de Michael Tuchner : Mme McKenzie
- 1998 : Dix ans plus tard (Since You've Been Gone) de David Schwimmer : la vieille dame